# Die gierigen Dinge des Jahrhunderts
Die gierigen Dinge des Jahrhunderts (russisch Хищные вещи века/ Chischtschnyje weschtschi weka; wiss. Transliteration Chiščnye vešči veka) ist ein Science-Fiction-Roman der Gebrüder Arkadi und Boris Strugazki aus dem Jahre 1965.

## Handlung
Iwan Shilin (bereits aus dem Episodenroman Praktikanten bekannt) wird mit einer Mission betraut: Er soll die Hersteller eines neuen Rauschmittels ermitteln, von dem zunächst nur sein hohes Suchtpotential und seine tödlichen Auswirkungen bekannt sind – eine Aufgabe, an der andere vor ihm schon gescheitert sind.
Als Tourist reist er in ein Land, das auf den ersten Blick paradiesisch zu sein scheint, sich aber schnell als Hort der Oberflächlichkeit zu erkennen gibt. Er trifft auf den „Philosophen“ Doktor Opir, dessen „Neooptimismus“ ein Bild von den hiesigen Idealen zeichnet: Der Mensch wird befreit von aller Mühsal, muss weder denken noch arbeiten und kann sich endlich dem grenzenlosen Genuss hingeben. Die Aufgaben der Wissenschaft sind es, neue Quellen des Genusses zu finden und für die Befriedigung der materiellen Bedürfnisse zu sorgen.
Der Protagonist stößt bald auf eine Spur: „Sleg“ wird zwar nur hinter vorgehaltener Hand erwähnt, ist „unanständig“ und fast ein Schimpfwort, scheint aber gleichzeitig das Non plus ultra des Genusses für diejenigen zu sein, die alles andere schon kennen.
Auf seiner Suche lernt Shilin etliche Facetten dieser Welt kennen: Die allgemeine Geringschätzung und Ablehnung jeglicher Bildung, die nächtlichen Straßen und Bars, wo alle auf der Jagd nach dem schnellen Vergnügen sind, Großveranstaltungen mit Kollektivrausch vom „Traumgenerator“, Nervenkitzel der besonderen (und meist tödlichen) Art in alten U-Bahn-Schächten, „Mäzene“, die mit allen Mitteln die Reste der Kultur vernichten, und auch seinen Vorgänger Riemaier, der den Verlockungen dieser Welt erlegen ist.
Zu den wenigen Lichtblicken zählen die „Intels“, eine Gruppe von Intellektuellen, die mit Guerilla-Methoden gegen das exzessive Vergnügen antreten, und die (noch unverdorbenen) Kinder.
Das Ergebnis von Shilins Suche ist überraschend: Es gibt keine geheimen Labors, in denen Geräte oder Drogen fabriziert werden. Eine – wohl zufällig entdeckte Kombination zweckentfremdeter Dinge des Alltags bringt den „ultimativen Kick“, führt schnell zur Abhängigkeit und das Rezept dafür verbreitet sich über Mundpropaganda. Es gibt weder eine geheim agierende Organisation, noch ein Konzept oder überhaupt einen Hersteller, den man bekämpfen könnte. Die Quintessenz geht dem Ursprung der allgemeinen Dekadenz, welche von der Superdroge begünstigt wird, nach. Die Entwicklung der im Buch beschriebenen Misere ist nicht einer inszenierten sozialen Katastrophe, welche von „Außen“ auf die Menschheit einwirkt, zuzuschreiben, sondern entspringt der rein menschlichen Natur. Der materielle Überfluss verdrängt dabei das Streben nach ideellem, geistigen Reichtum und zwingt die Menschen zum ständigen Amüsieren, zu „Kicks“. Die Wissenschaft der Synthetik und Philosophie des Neohedonismus führen dabei den Menschen in eine tiefe pathologische Befriedigung.

## Deutsche Ausgaben
- Die gierigen Dinge des Jahrhunderts. Phantastischer Roman, aus dem Russischen übersetzt von Heinz Kübart, Verlag Volk und Welt, Berlin 1981
- Die gierigen Dinge des Jahrhunderts. Phantastischer Roman, aus dem Russischen übersetzt von Heinz Kübart, Suhrkamp Verlag, Frankfurt/Main 1982, ISBN 3-518-37327-7 (Phantastische Bibliothek, Bd. 78)
- Milliarden Jahre vor dem Weltuntergang. Die gierigen Dinge des Jahrhunderts, Verlag Volk und Welt, Berlin 1983 (Spektrum, Bd. 141)
- erste vollständige deutsche Ausgabe (anhand der Manuskripte rekonstruierte und unzensierte Fassung) in: Werkausgabe, Fünfter Band, Wilhelm Heyne Verlag, München 2013, ISBN 978-3-453-31028-5. (S. 107–321)